# Ptilogonys
Ptilogonys là một chi chim trong họ Ptilogonatidae.